# Mexicaanse kathaai
De mexicaanse kathaai (Parmaturus campechiensis) is een vissensoort uit de familie van de Pentanchidae. De wetenschappelijke naam van de soort is voor het eerst geldig gepubliceerd in 1979 door Springer.